# Supercup van Kazachstan 1995
De Supercup van Kazachstan 1995, de eerste - nog officieuze - Supercup van Kazachstan,was een wedstrijd tussen landskampioen Elimay FK Semey en bekerwinnaar Vostok FK Öskemen. Pas vanaf 2008 kunnen we spreken van een georganiseerde, jaarlijks terugkerende Supercup van Kazachstan; details van  deze vroege Supercup-wedstrijd zijn niet bekend.
|            |                              |       |                   |                                                              |
| maart 1995 | Elimay FK Semey              | 2 - 0 | Vostok FK Öskemen | Almatı Ortalıq Stadïon (Centraalstadion) Toeschouwers: 3.000 |
| maart 1995 | Mïroşniçenko 29' Gluşkov 59' |       |                   | Almatı Ortalıq Stadïon (Centraalstadion) Toeschouwers: 3.000 |

| Елимай ФК Семей | Восток ФК Өскемен |

1995 · 2008 · 2010 · 2011 · 2012 · 2013 · 2014 · 2015 · 2016 · 2017 · 2018 · 2019 · 2020 · 2021
Premjer-Liga · 
birinşi lïgası ·
Beker van Kazachstan · 
Supercup van Kazachstan

Kazachse deelnemers aan de AFC-toernooien · 
Kazachse deelnemers aan de UEFA-toernooien

Kazachse voetbalbond · 
Kazachs voetbalelftal